# 艋舺清水巖
25°02′25″N 121°30′10″E / 25.04023°N 121.502778°E
艋舺清水巖，全名艋舺清水巖祖師廟，俗稱艋舺祖師廟，主祀清水祖師，位於臺北市萬華區。為一座受道教、台灣民間信仰影響極多的佛教祖師廟。除主祀宋代高僧清水祖師外，並陪祀天上聖母媽祖、關聖帝君、文昌帝君、地藏菩薩、至聖先師、魁星星君及福德正神等眾神祇。根據日本學者的研究，從艋舺清水巖分香所建的廟，計有新莊山子腳、景美溪子口、淡水清水巖等。
艋舺清水巖是中華民國直轄市定古蹟，它與艋舺龍山寺和大龍峒保安宮合稱為「臺北三大廟門」；也與艋舺龍山寺和艋舺青山宮合稱為「艋舺三大廟門」，或者把艋舺龍山寺、艋舺清水巖、艋舺青山宮與西門町天后宮（原艋舺新興宮）合稱「艋舺四大廟」。
臺北盆地周圍早期多為安溪移民所開拓，而清水祖師為安溪人的守護神，故大臺北地區祖師廟林立。艋舺清水巖與三峽祖師廟、淡水祖師廟、瑞芳祖師廟，稱為「大臺北四大祖師廟」。但這些祖師廟中以艋舺清水巖最具有歷史特色，不僅象徵安溪人的移民勢力，還見證了影響臺北市歷史甚鉅的械鬥事件「頂下郊拼」。

## 興廟沿革

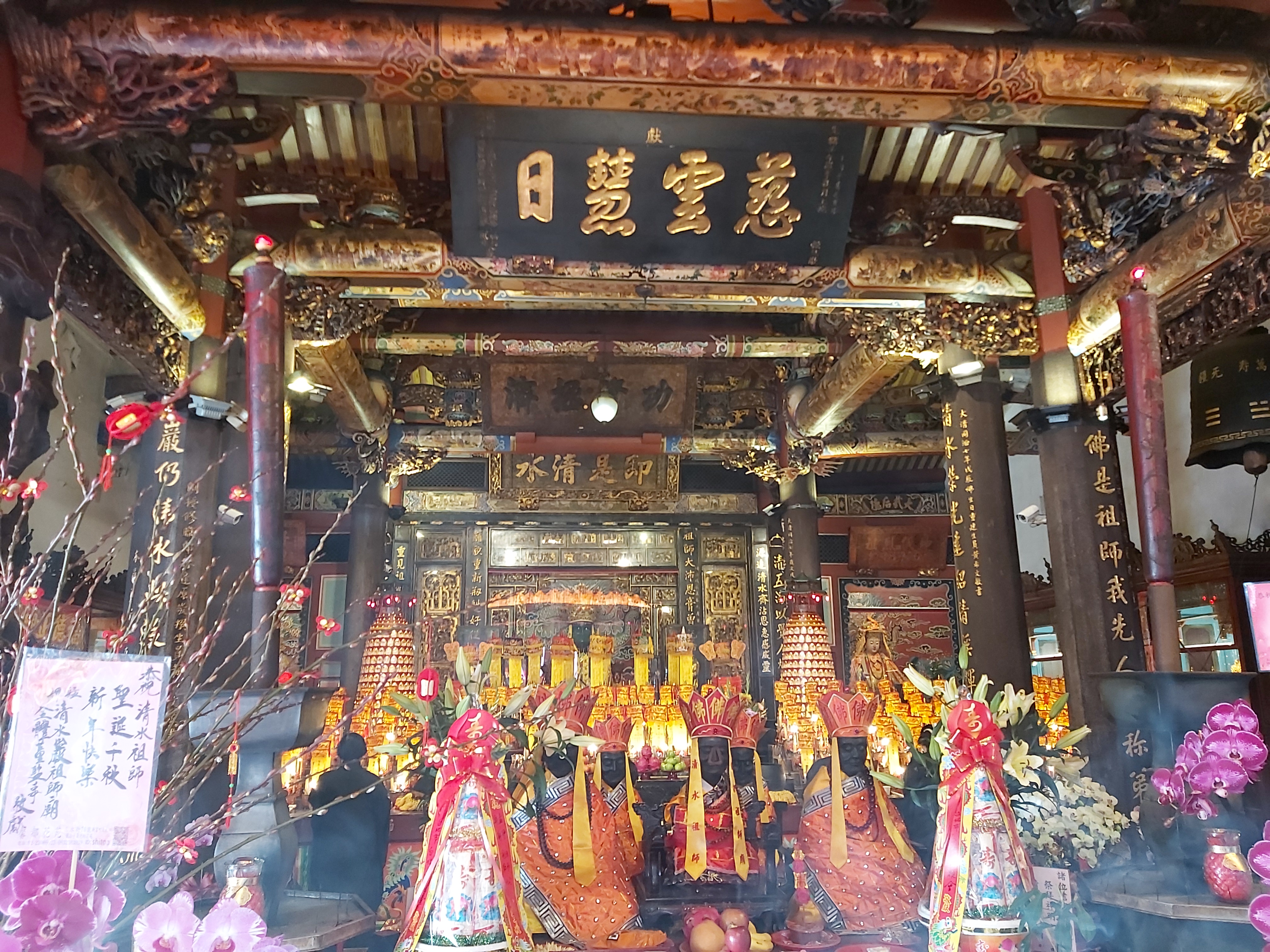
艋舺清水巖正殿

臺灣清治時期渡海來臺的福建泉州安溪移民，公推翁有來為董事，募得佛頭銀三萬元，為其從泉州府安溪縣蓬莱鄉清水巖，攜來的清水祖師香火建廟。
1787年（清高宗乾隆52年）在臺北艋舺現址修築廟宇，1790年（乾隆55年）落成。1817年（清仁宗嘉慶22年）6月，颱風侵襲艋舺清水巖，翁有來於是又向鄉民募捐五千銀元重修。《淡水廳志稿》記載：「祖師廟亦名清水巖，在艋舺街。乾隆年間捐建；嘉慶年間，捐題重修。」
1853年（清文宗咸豐3年），早先東渡來臺的泉州三邑人為了守護艋舺的固有的商業利益，與後來東渡臺灣的同安縣人之間發生頂下郊拚事件。泉州三邑人，欲攻打同安人，苦於沼澤，想由清水巖通過，要求燒毀清水巖，故威脅安溪人，並答應事後會負責重修工作，但事件後三邑人毀約，只捐獻了一對龍柱，略表意思，安溪人於是由本廟董事白其祥向安溪移民，募款兩萬五千銀圓重建清水巖，於1867年（清穆宗同治6年）整修，但是遲至1875年（清德宗光緒元年）才完工。清水巖原有三殿，格局完整，目前僅剩三川殿及正殿。
日治初期的1896年（明治29年），清水巖被臺灣總督府充做為總督府國語學校的附屬學校。臺北州立第二高級中學後來也在1922年（大正11年）於清水巖址草創，並把此事記載入其校歌。「州立第二中學」也就是現在成功高中的前身。1940年（昭和15年）後殿遭回祿之災，迄今未重建。 1985年，因闢建停車場而挖出一批長期埋在地下的清水巖後殿石材。 1997年，開始按修復計劃分期整建，至今已完成三川殿、正殿之整建。

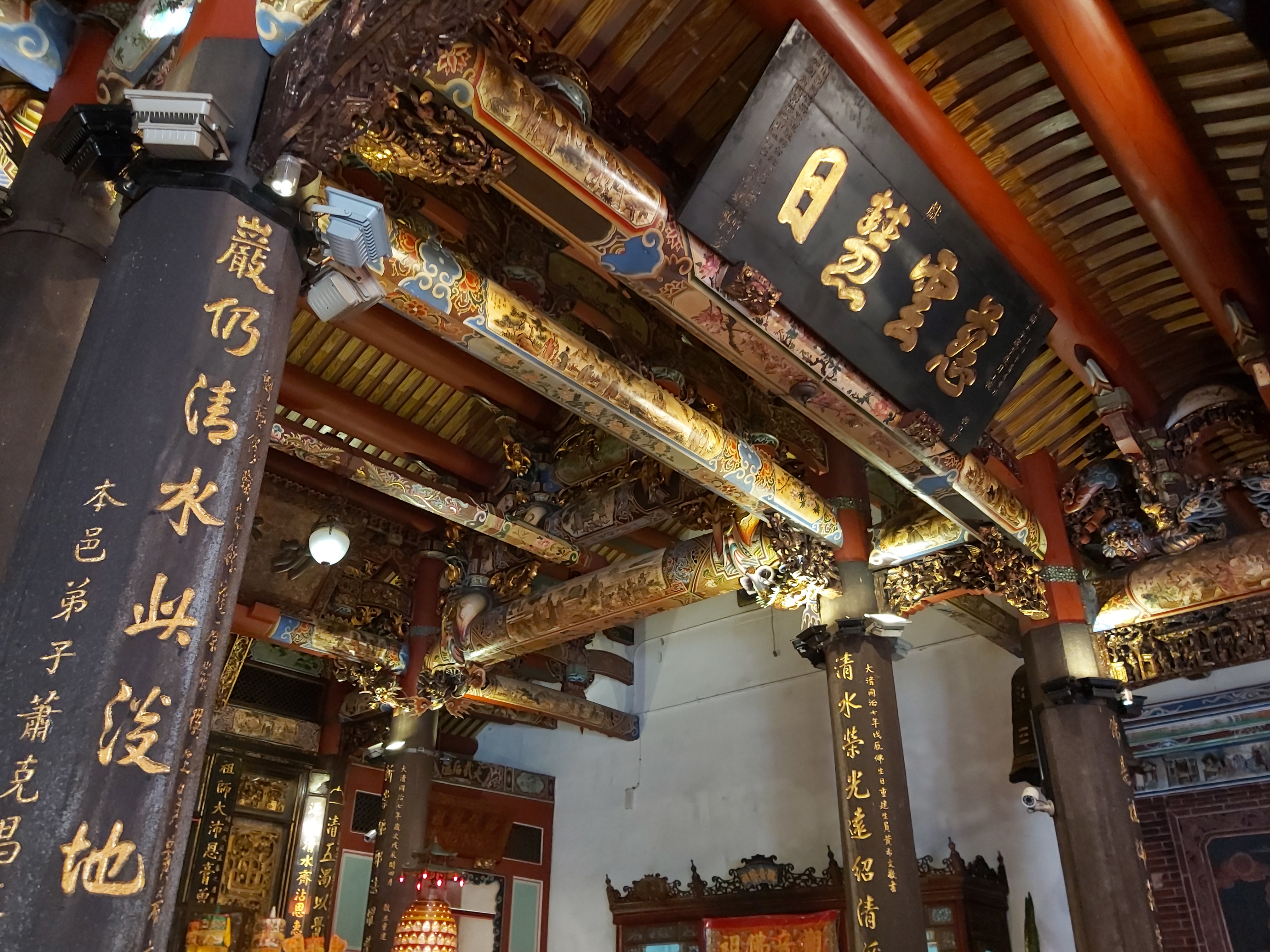
正殿梁柱
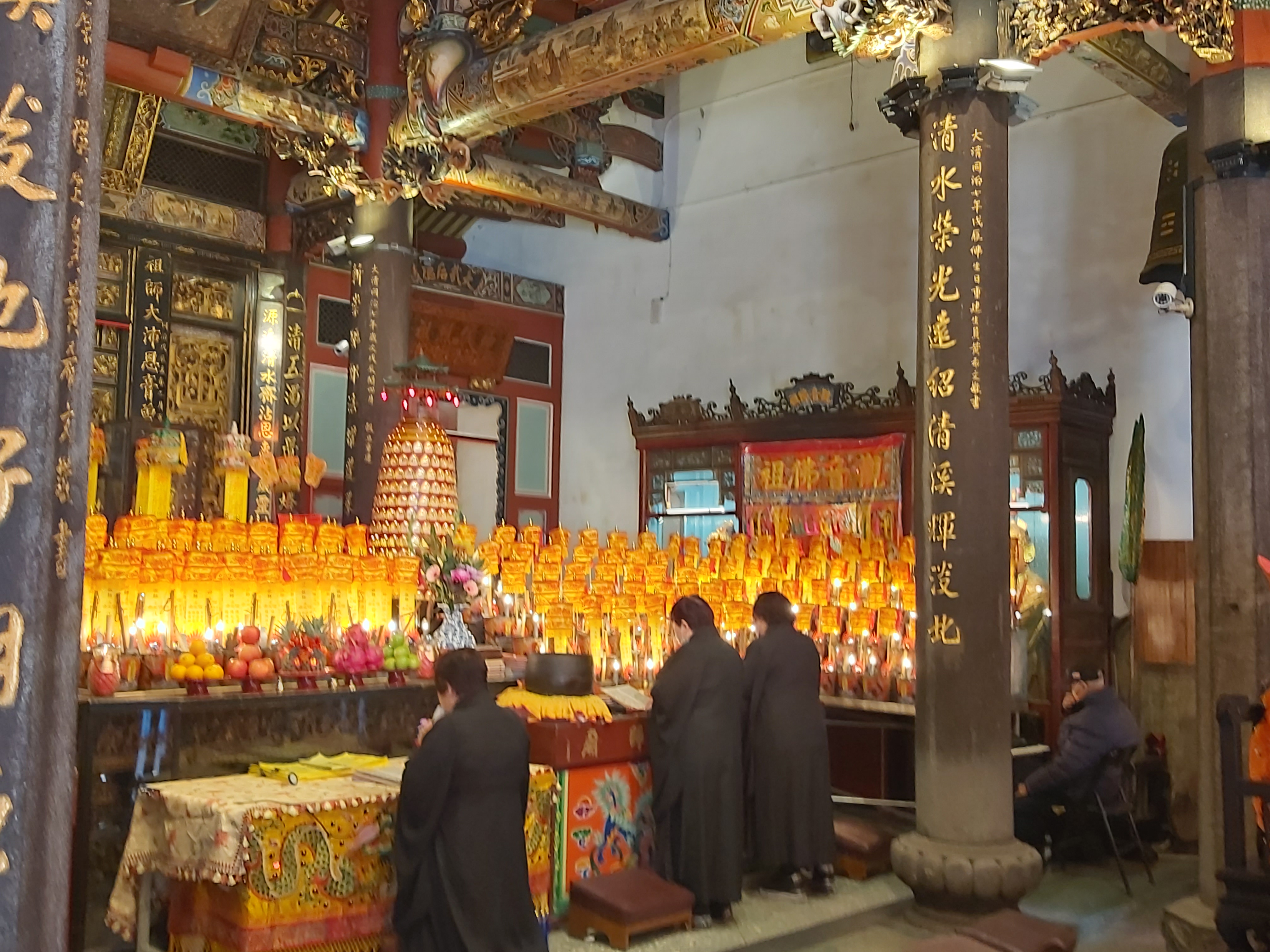
禮斗法會
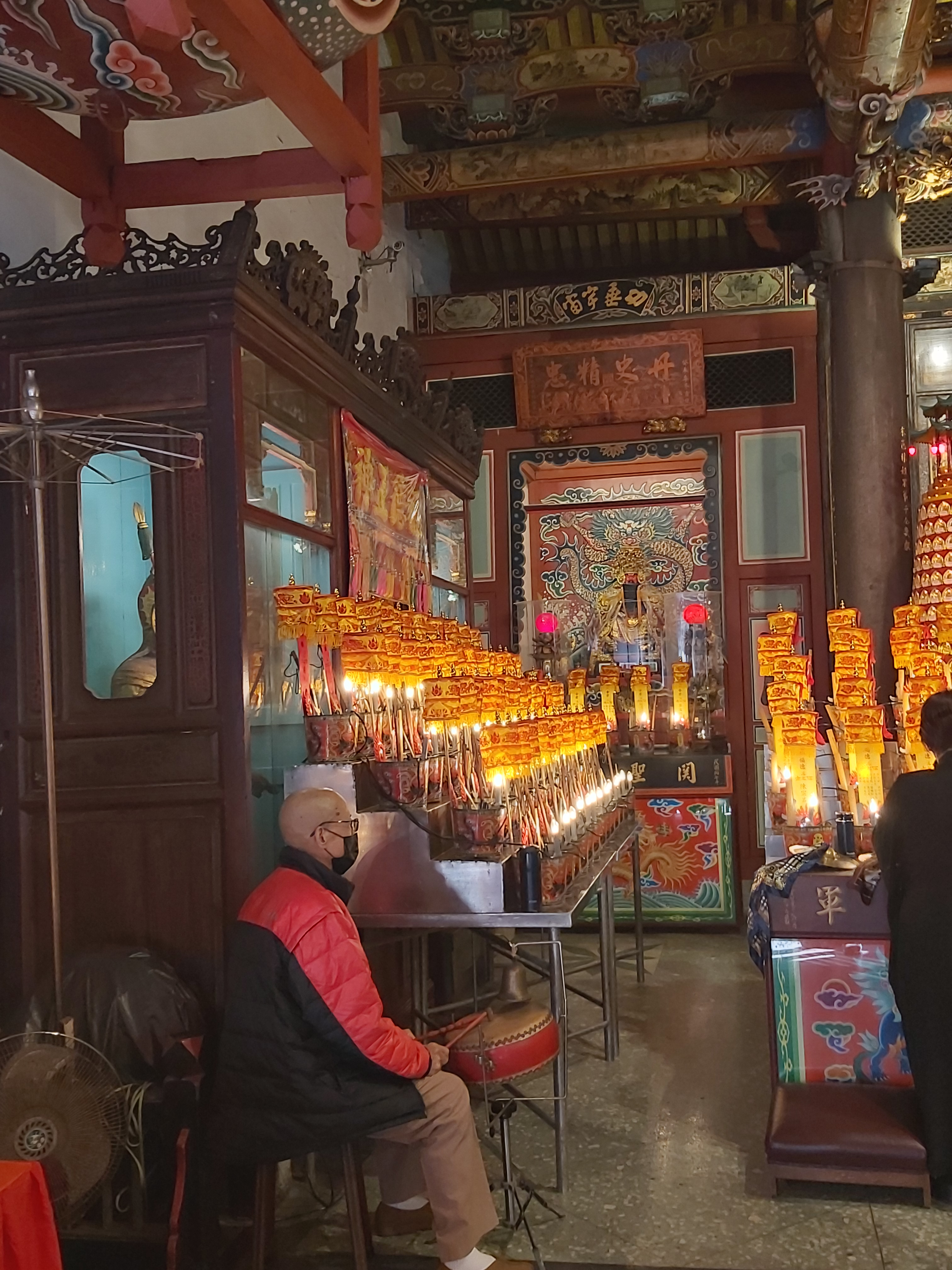
關聖帝君神龕
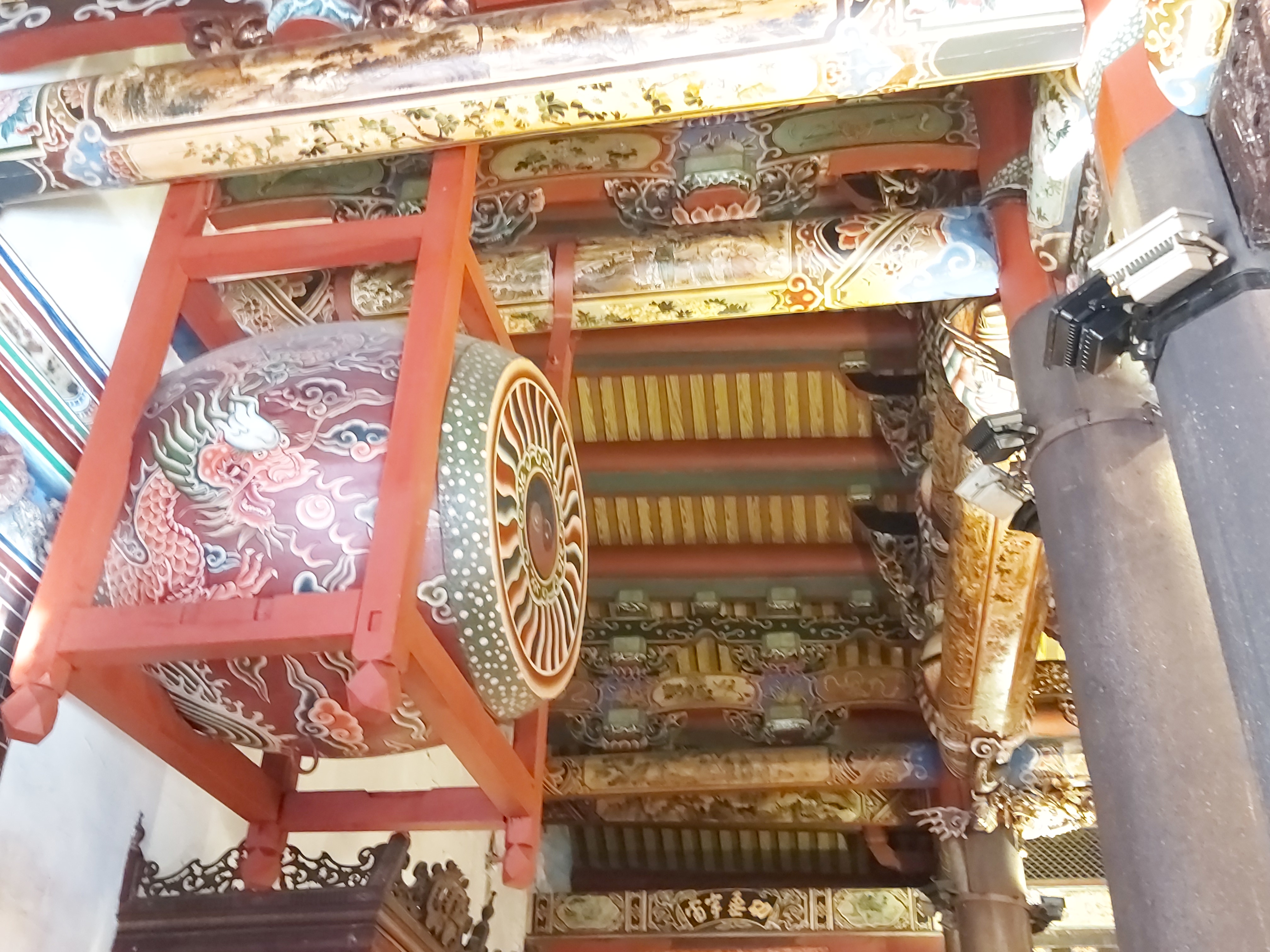
鼓
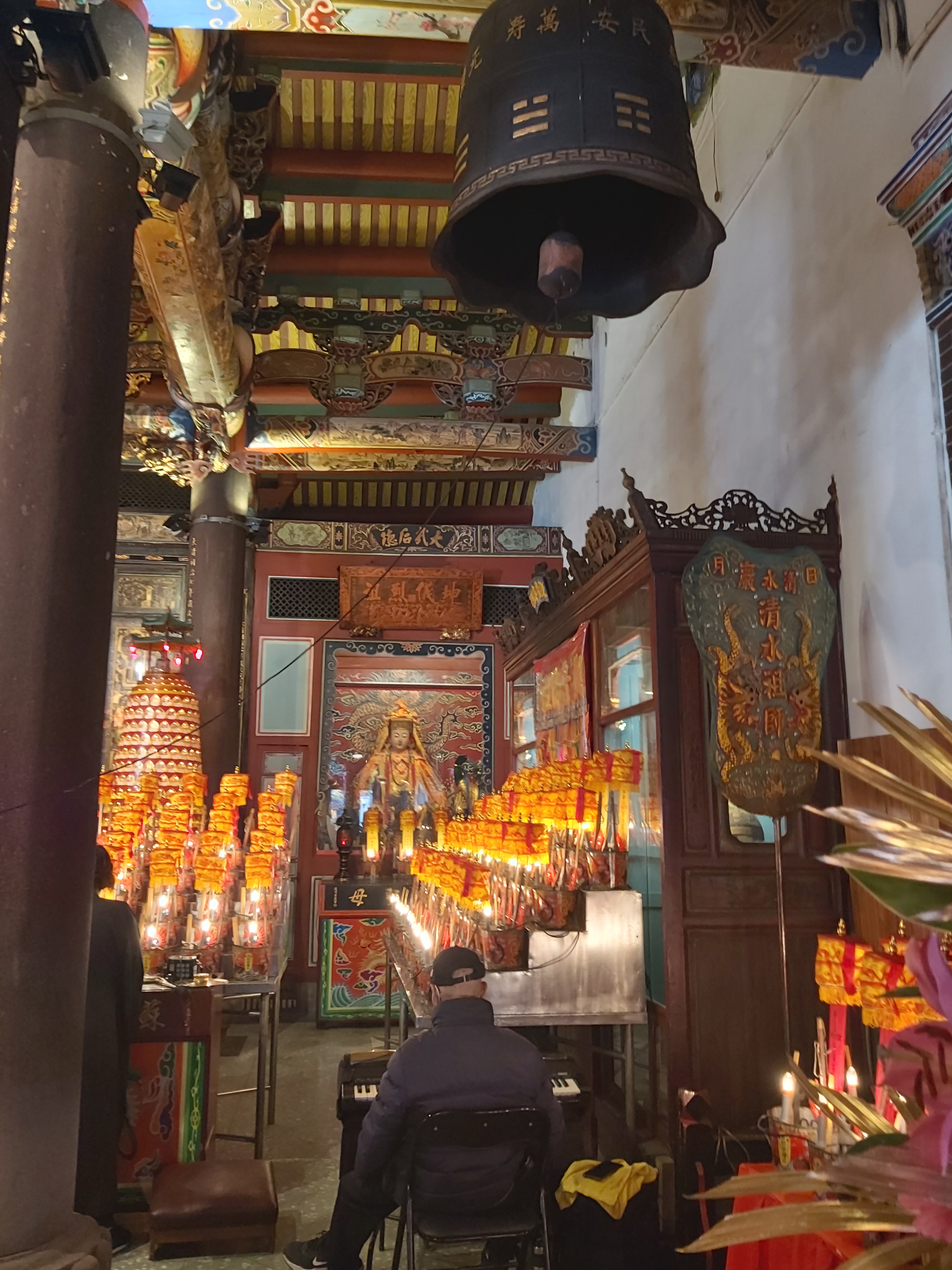
天上聖母神龕
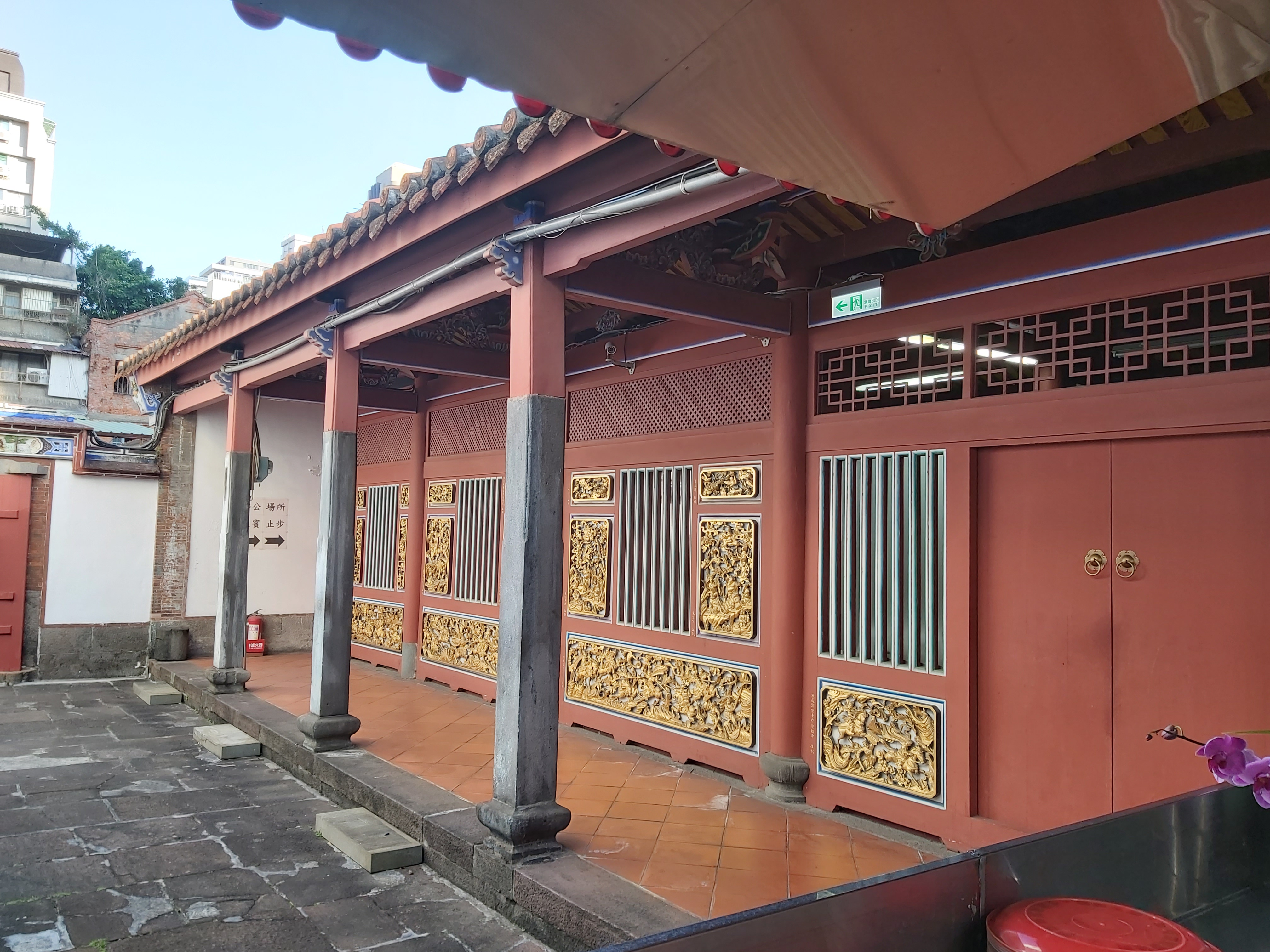
廂房
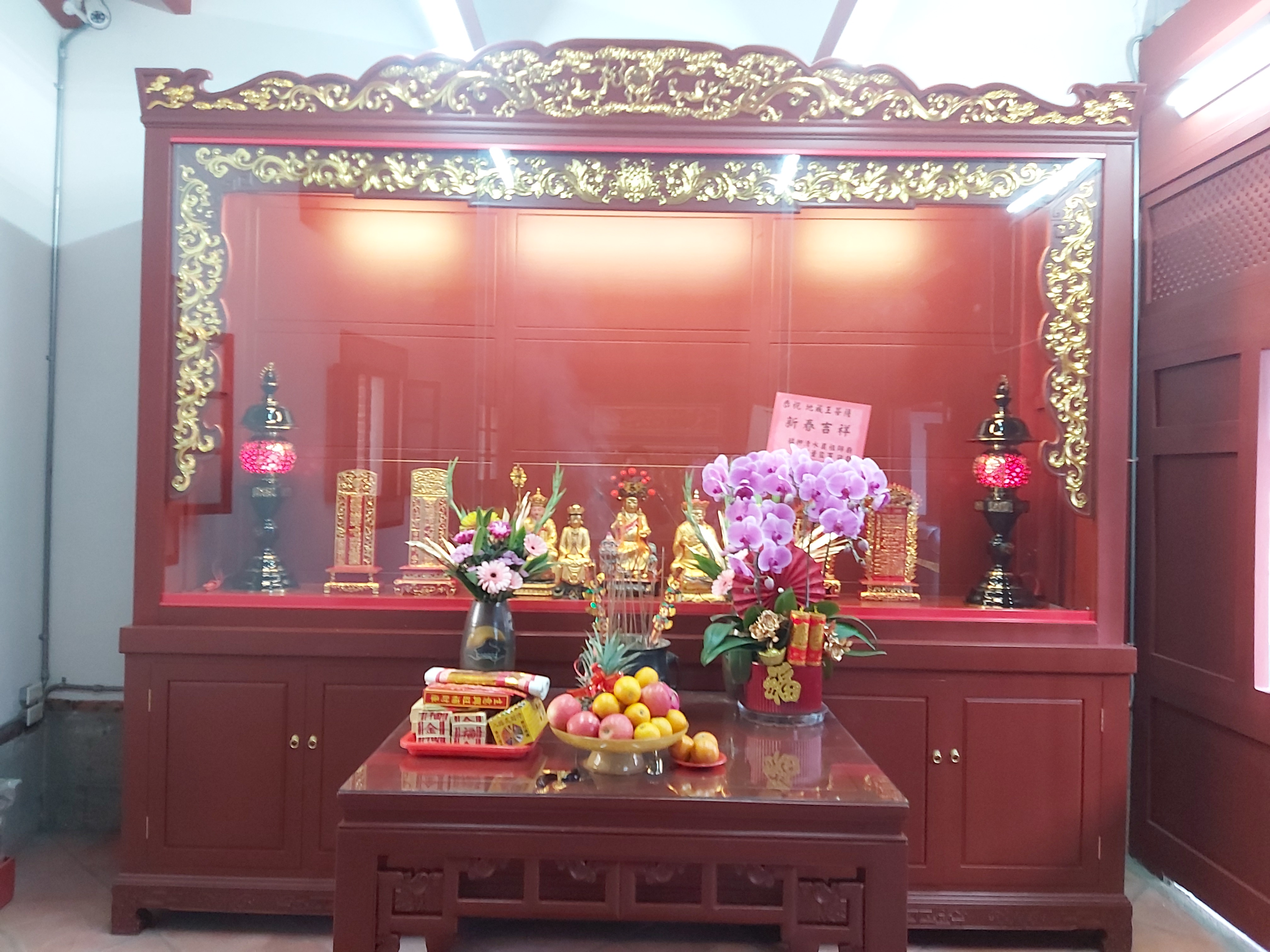
地藏殿
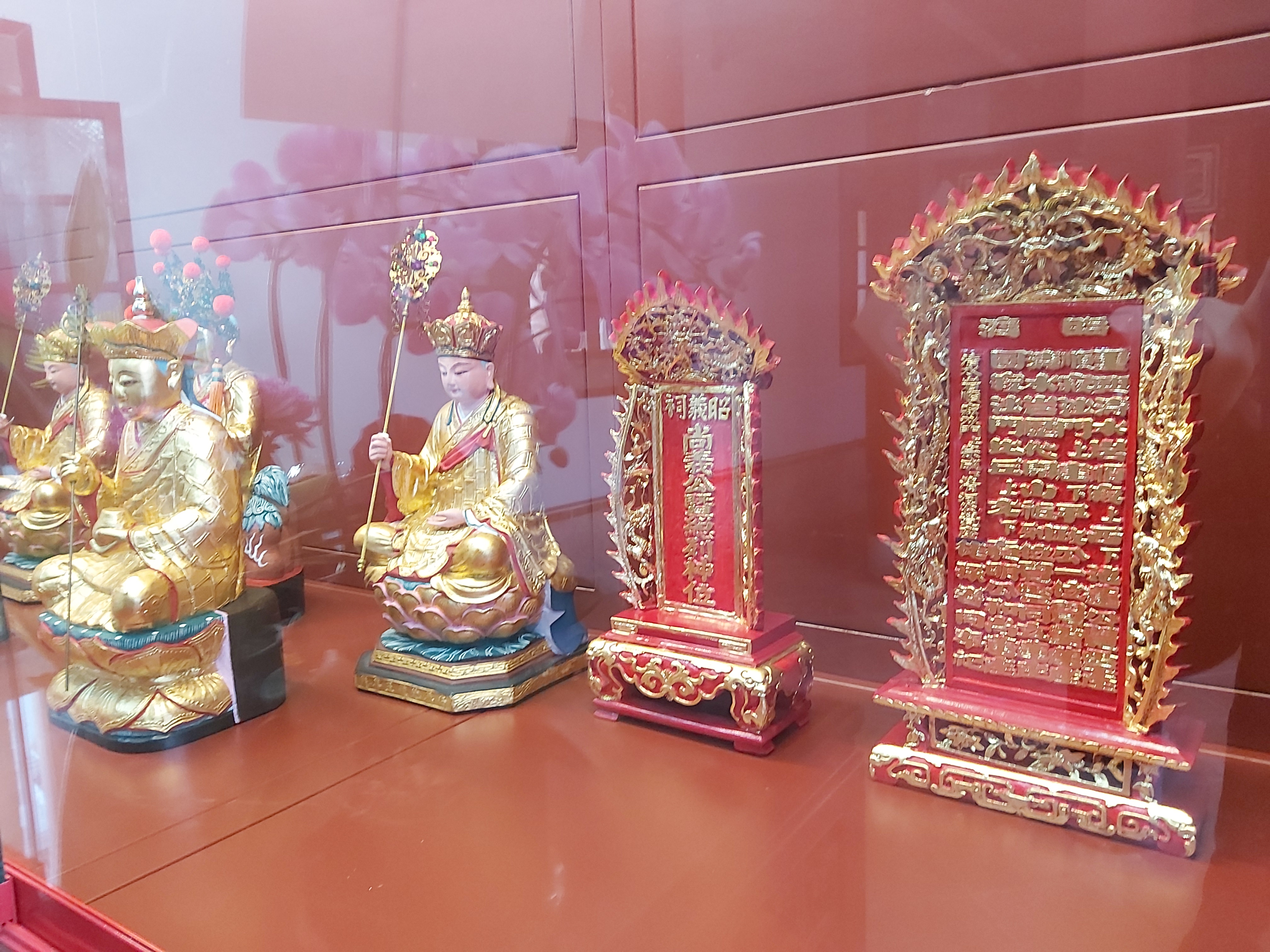
歷代住持蓮座、昭義祠
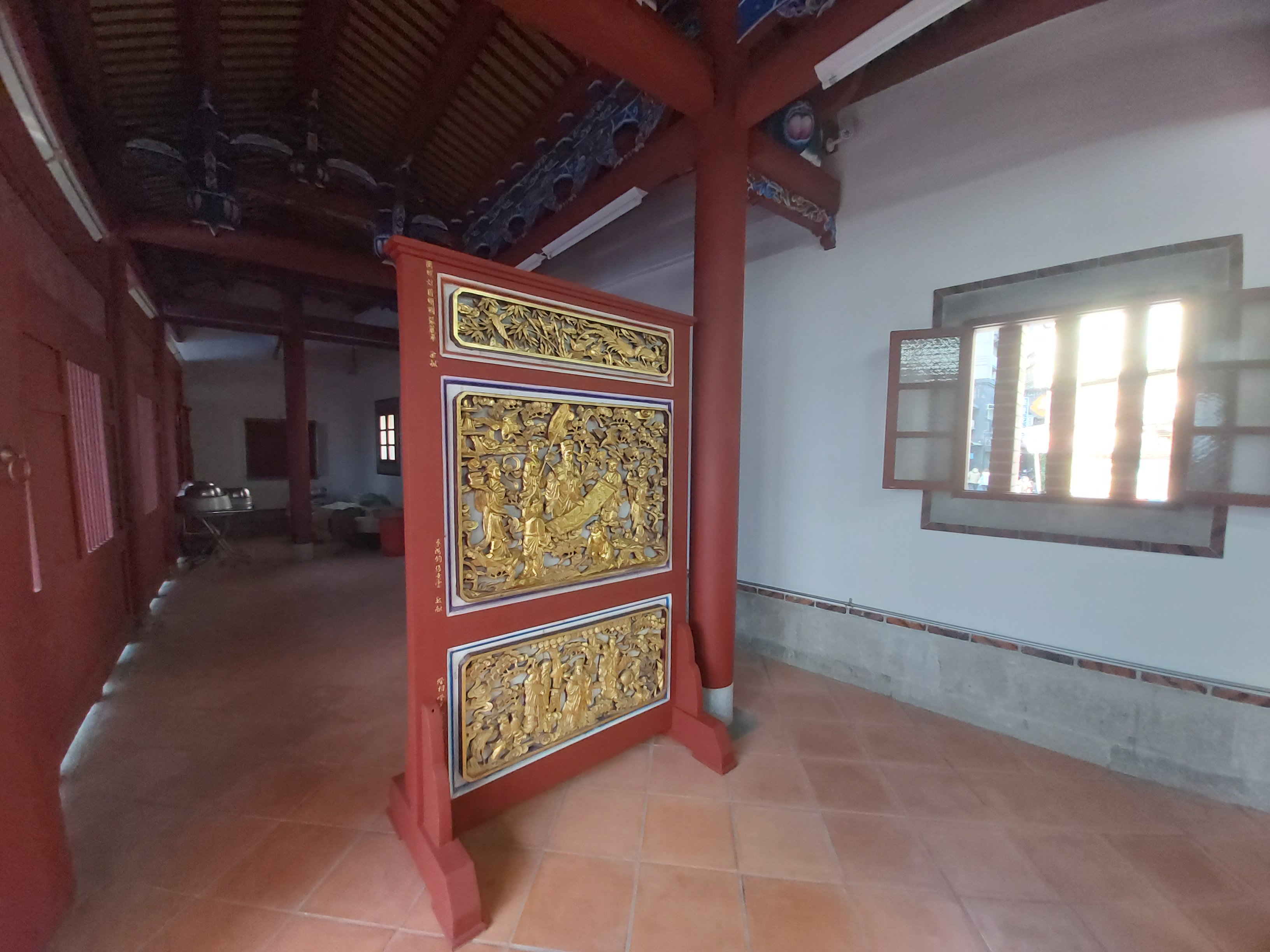
精工文物
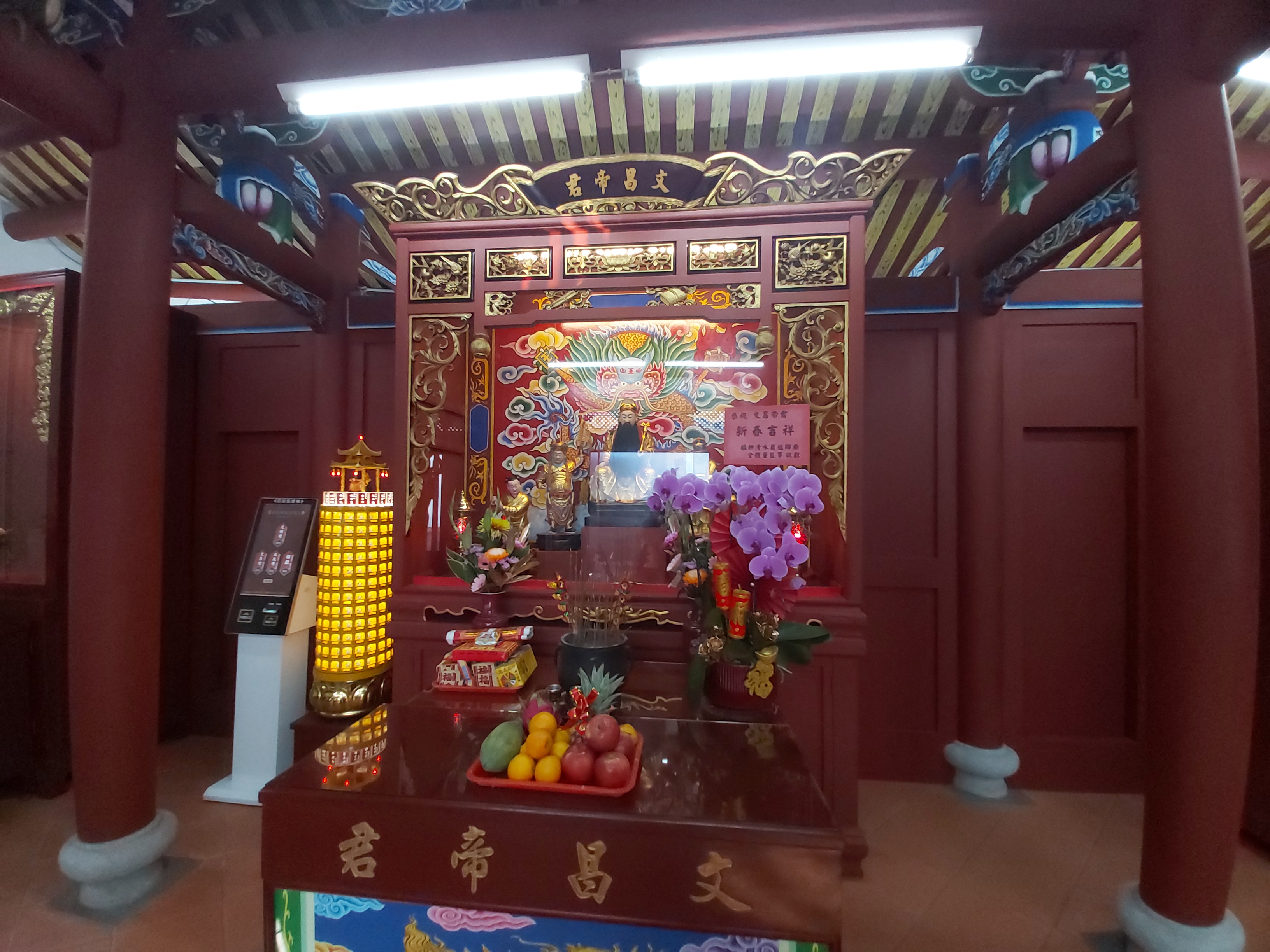
文昌殿
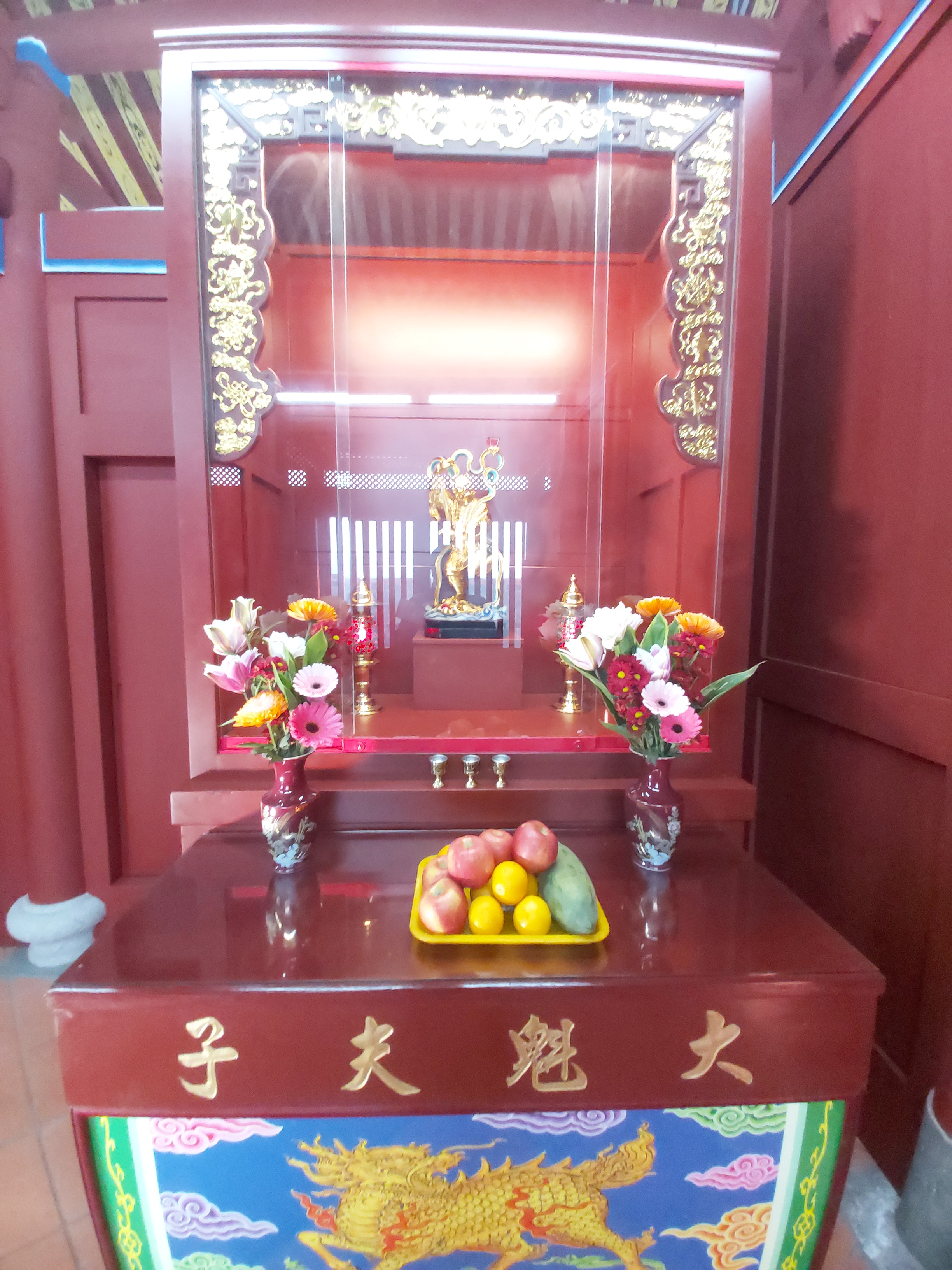
大魁夫子
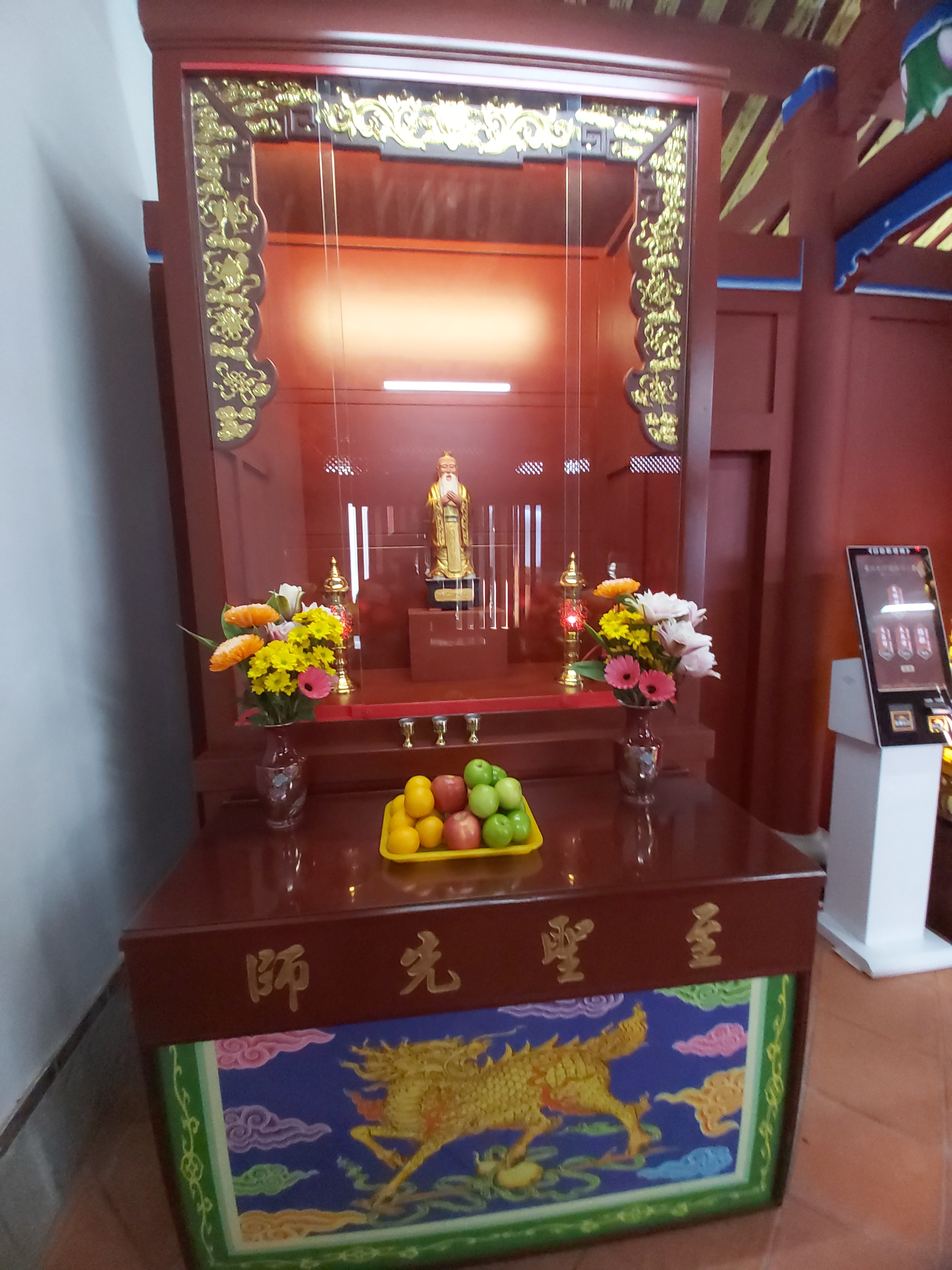
至聖先師

## 建築特色
艋舺清水巖座東朝西，占地約2,000坪，建地約500坪，原有三殿完整格局，後殿因火災倒燬，右護龍約有十分之三面積也因長沙街拓寬於1971年拆毀，現存為面闊七開間兩進兩廊兩護龍「七包三」形式的建築，兩殿間以左右廊相連中庭，兩側護龍則以過水廊連接正殿。建築方面；前殿為廖石成所建，採「二通三瓜」的棟架，檐口下的木雕由知名木雕匠師黃龜理執刀，正殿是由郭塔所設計興建。

### 重要文化財

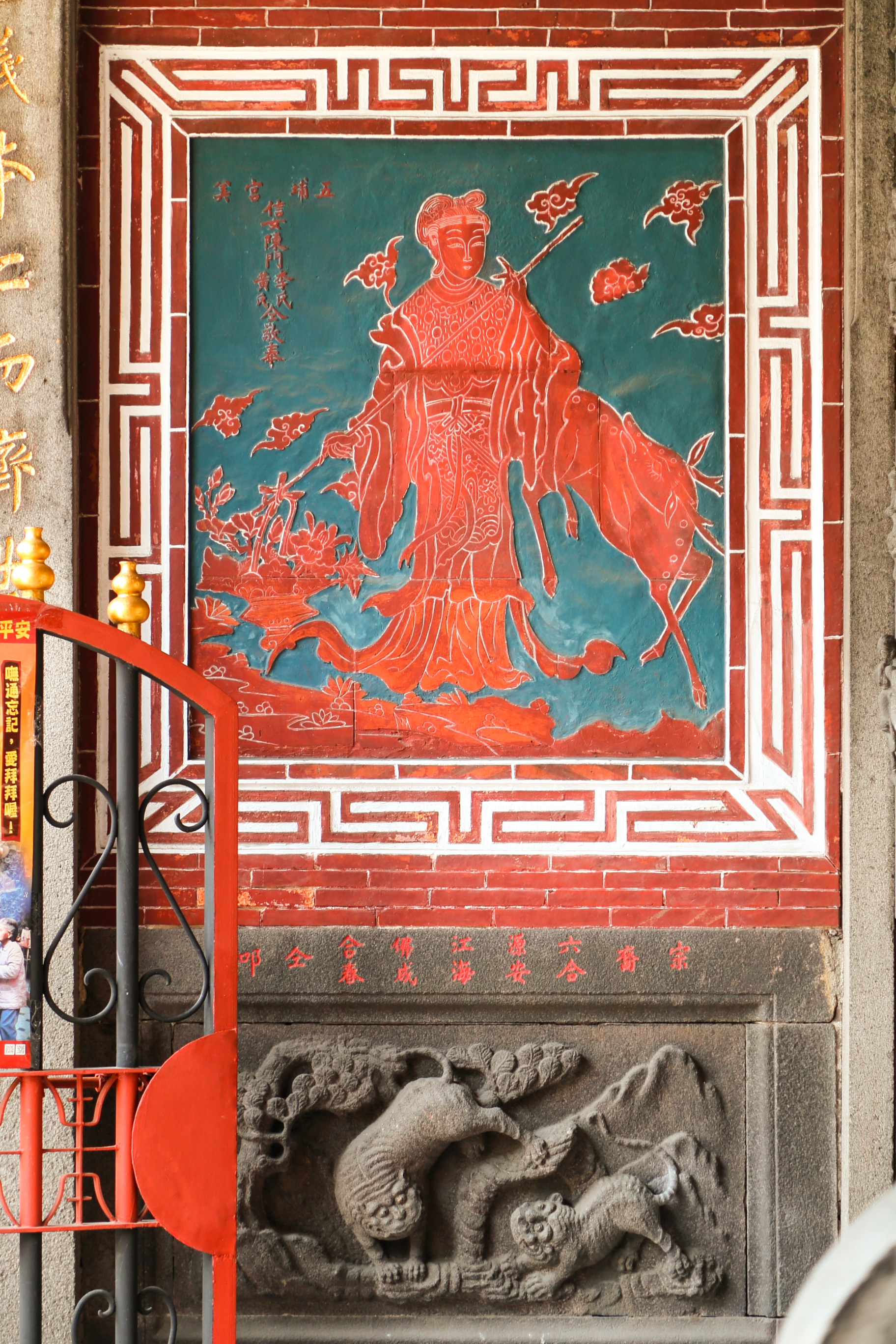
麻姑獻壽磚雕
嘉慶二十二年五埔宮美信女陳門李氏黃氏仝敬奉

三川殿開三門，明間步口有抱鼓石及蟠龍石柱一對，另有翁有來、翁有麟於1817年（嘉慶22年）重修時敬立的石柱楹聯：「為清水，為蓬萊，此地並分法界；是金身，是鐵面，入門便見真容」，以及六張犁宮美陳氏家族敬獻於檐廊兩側龍、虎二堵牆的「南極仙翁」及「麻姑獻壽」磚雕，是臺灣現存落款（1817年）最早的磚雕作品。所繪門神為畫師陳壽彝1968年力作，哼、哈二將居中門，南方、東方、北方及西方等四大天王則分居龍、虎門。屋頂為兩坡硬山式廳堂結構，正脊與垂脊排頭上飾有「八仙座騎」等交趾陶人物，兩廊棟架為卷棚式，現存各殿棟架係1867年（同治6年）重建，此後屢經翻修，除彩繪多次外，迄今大致保持重建當年原貌，木結構建築幾乎為原物。
拜殿有1868年（同治7年）所立蟠龍石柱一對，正殿面闊三間進深六柱，為硬山翹脊屋頂，桁木十六架，後坡多一架，未作附壁棟架，桁木及壽樑直接插入山牆中，山牆內壁採粉刷，但前部露磚柱、磚雕及水車堵，呈前後之分，牆上有罕見的雙窗。此外，在樑架、石壁、龍柱上，也都刻有清朝皇帝年號年代。正殿後方留有通道及格子門以穿廊形式相連原有的後殿，正殿後方步口對看牆分別有「平安」與「富貴」磚雕。廟後方保留回祿倖存的龍柱、石柱及柱礎等，包括龍邊一獨立式兩層閣樓遺跡。
艋舺清水巖廟埕應為開闊廣場，卻遭兩旁民宅違建長期占用，僅留一狹長通道，儘管如此，整體建築仍呈現清代中葉臺灣廟宇渾厚樸拙特色與藝術水準，是臺北唯一能夠保存咸豐、同治年間建築原貌迄今者。
陳維英在清水巖楹聯題字，共有三處：
1. 左次間門聯「（同治七年季冬敬立）封藏鬼洞來裂竹大梓羅漢松猶留佛蔭；度登仙橋去藥砧丹臼袈裟石爭訪師型（宗裔維英敬題 生員楊克彰敬書 楊姓弟子敬獻）」
2. 左右後附點金柱柱聯「（大清同治七年戊辰佛生日）清五濁以覺人燈傳馬祖；水八功而潤物鉢出龍師（鄉進士孝廉方正四品花翎內外史官淡蘭主講宗裔維英敬撰并書 鄭姓弟子宗裔芳蘭長勝同再敬獻）」
3. 後捲棚步口柱柱聯「祖籍桃源而出我穎川之派；師遊蓬島遂鎮化清水之嵓（宗裔維英再敬題 芳蘭 長勝又敬獻）」

其他楹聯題字：
1. 檐廊兩側龍虎二堵壁聯「（同治戊辰年冬立）清風明月此談禪心澄似水；祖義本仁而濟世德大稱師（歲貢生宗裔宅仁敬題並書 宗裔奇芳 錫光 永成 文德敬獻）」

內政部於1985年公告為國家三級古蹟，現為直轄市定古蹟。

### 蓬萊老祖
清水祖師的各尊神像中，以「蓬萊老祖」最受檀越崇敬，「蓬萊老祖」是一尊宋代的神像，相傳安溪清水巖在宋代得到一塊巨大的沈香木，雕製六尊清水祖師神像，後代稱為「六古佛」。清同治六年，四名僧侶劉存、劉冇、劉跳、劉海自安溪清水巖奉一尊「古佛」來臺欲募款修築彭岩祖廟，正逢艋舺清水巖遭遇祝融之災，未得鳩資。經商議後艋舺清水巖願付兩百佛銀，捐資樂助劉存等帶回修理彭岩而後將古佛留在艋舺清水巖永遠奉祀。此即蓬萊老祖，艋舺清水巖現存《一心誠敬》內文有詳細記錄。
清法戰爭西仔反時，法國遠東艦隊侵犯淡水，危及臺北城，後來淡水鄉勇迎接了「蓬萊老祖」神像開赴戰場，居然擊退了法軍。後來，清德宗光緒帝因清法戰爭淡水告捷，御賜匾額「功資拯濟」。自此神蹟，艋舺祖師廟香火更為鼎盛。

艋舺方面認為，是因為淡水迎請了艋舺祖師廟的清水祖師「蓬萊老祖」神像助陣，祖師顯靈，才使法軍方敗於淡水。不過淡水善信方面卻認為「蓬萊老祖」神像原屬於淡水，是淡水沒有祖師廟，才寄放在艋舺的。由於有艋舺、淡水兩派信徒紛爭，兩廟在日治時期為了「蓬萊老祖」神尊歸屬，還打官司，在日本法官息事寧人的情況下，決定兩方共有，輪流供奉，農曆單月在艋舺，雙月在淡水，因應五月的「淡水清水祖師成道慶典」（淡水大拜拜），五月、六月份兩廟互換供奉月份，2016年起，「蓬萊老祖」不再接受其他廟宇迎請。

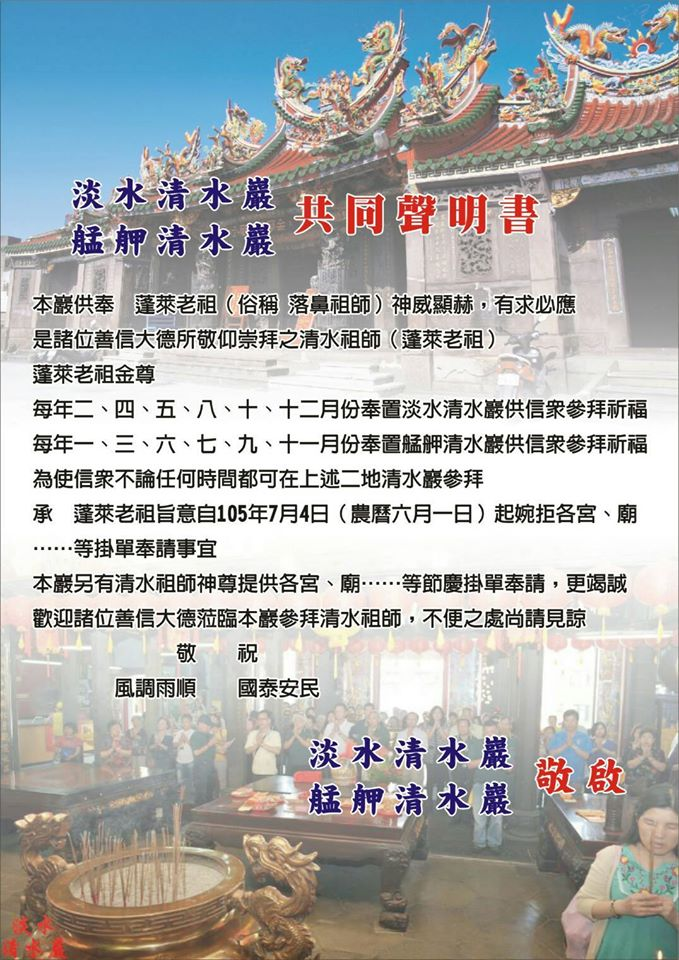
祖師廟聲明

艋舺清水巖現存大正六年引受書一紙全文如下，證明在蓬萊老祖艋淡之爭前淡水方面來艋舺迎請老祖的慣例確實存在多年。
引受書
一、清水祖師蓬萊大祖佛像 老尊
前記佛像，我淡水居住善男信女極其崇拜，信仰特深，故每年疊向貴廟迎請禮拜，既畢，例應奉還貴廟供奉。因時有遷延之處，故此回欲來迎出淡水，致貴廟管理人不肯承諾。爰是我淡水住民公委翁權出首引受。自今而後，凡有迎請出淡者，若貴廟囑令奉還，不論何時，立即迎送到艋，仍歸東廟（主廟），決無遷延。口恐無憑，特立引受書壹紙，付執為炤。
但每年須貼貴廟廟祝油香料壹拾五圓，而廟祝每逢淡水欲來迎請者，須為恭送至稻江火船，交與來請之人。炤。
日後翁權如無違約者，凡來迎請，總望快諾是幸。炤。
大正六年六月十一目
芝蘭三堡淡水街袁東興街十四番地  淡水住民總代 翁權

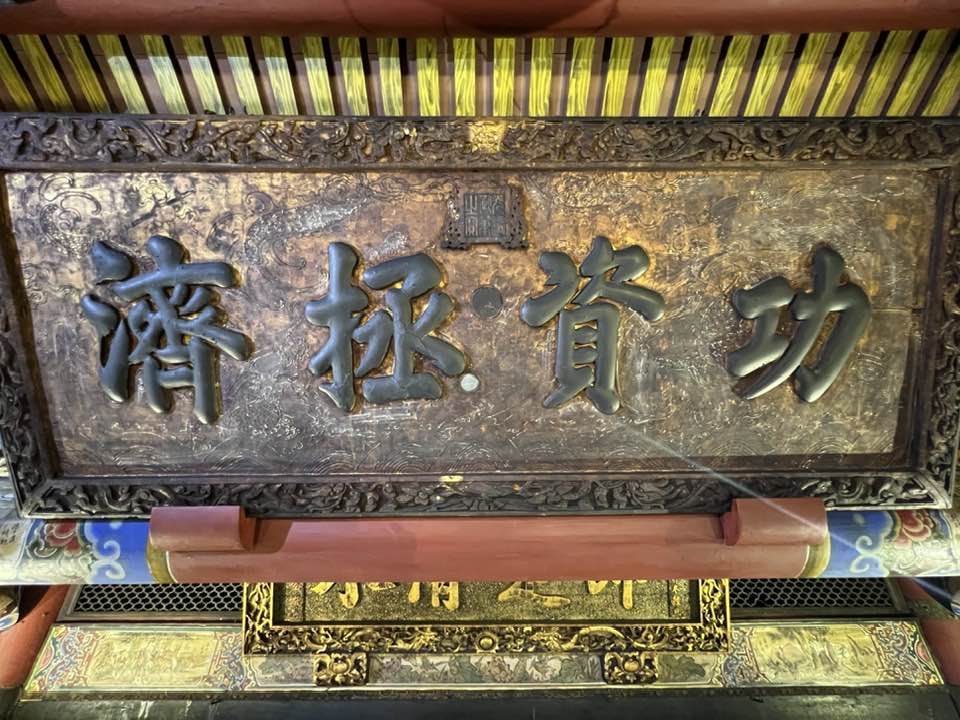
清法戰爭後1886年光緒皇帝賜匾

芝蘭公館口街二十一番地 立會人吳玉灶
芝蘭袁東興街七十一番地 立會人阮溪

艋舺祖師廟管理人 林木川擬

#### 匾額
- 「功資拯濟」：1886年光緒御筆匾額正本
- 「佛化蓬萊」：1885年臺灣鎮總兵章高元獻匾(上款:光緒十一年歲次乙酉仲夏吉旦；下款:欽命記名提督統領武毅湘淮各軍臺澎掛印總鎮世襲雲騎尉年昌阿巴圖魯隨帶軍功加一級記錄二次章高元敬立)

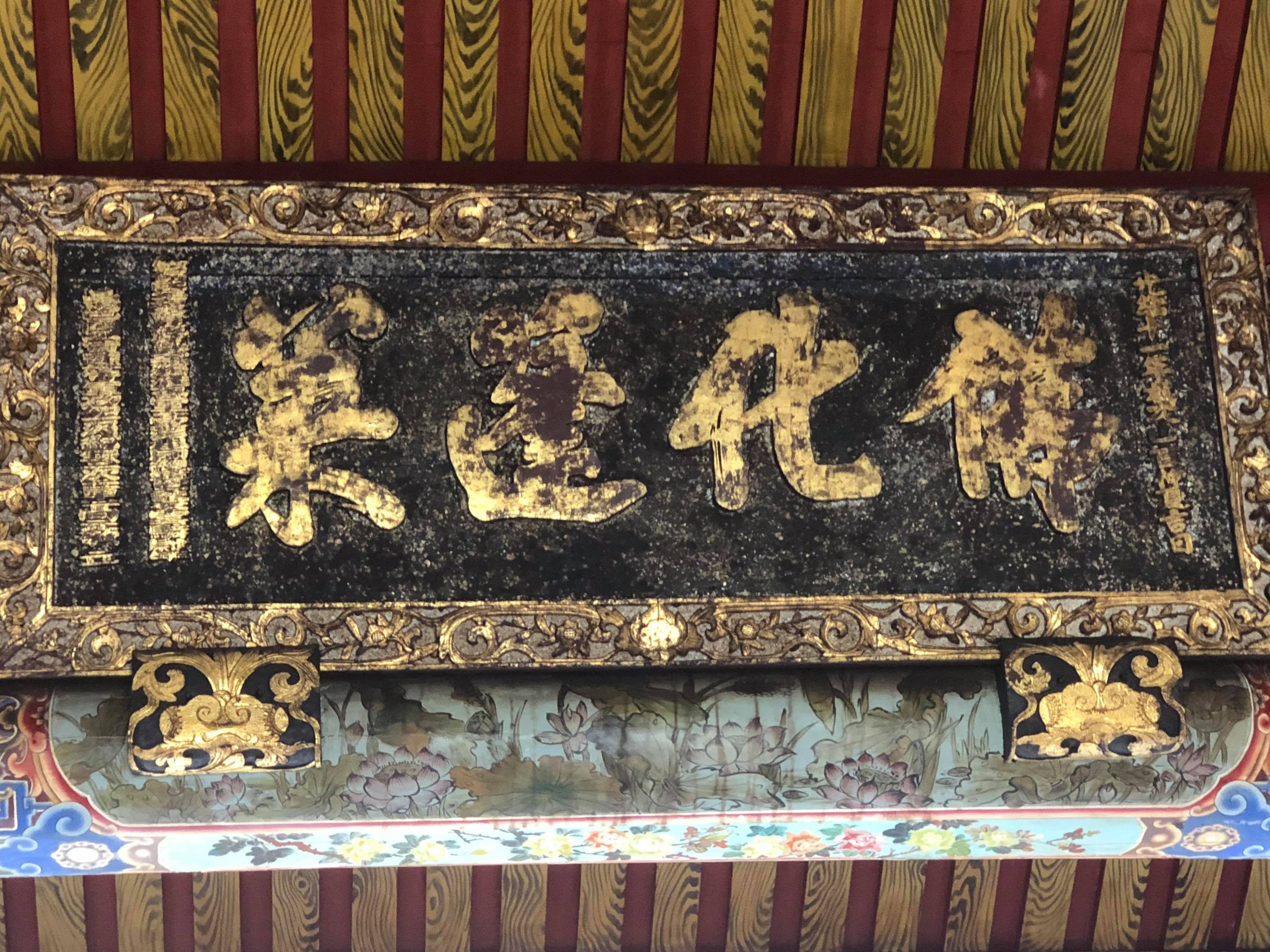
章高元獻匾

## 相關作品
2010年2月上映由鈕承澤導演，阮經天、趙又廷、鳳小岳主演的一部台灣電影《艋舺》，主角們所居、結義的背景地點即在艋舺清水巖，大多數場景也幾乎都在清水巖內，甚至有不少是在清水祖師公神像前拍攝。

## 周邊
- 祖師廟後街 ：一條位在艋舺祖師廟內殿後方的街道，也是雕塑家黃土水的出生地。[11]
- 艋舺平安寶塔：位於祖師廟附近、貴陽街二段114巷內的一座主祀托塔天王的塔廟，為清末當地居民為祈禱平安度過瘟疫而興建。

## 外部連結
- 艋舺清水巖的Facebook專頁
- 文化部文化資產局《艋舺清水巖祖師廟》 （页面存档备份，存于）
- 艋舺清水巖-臺北旅遊網